# 南スリガオ州

スリガオ・デル・スル州の位置

南スリガオ州（みなみスリガオしゅう、Province of Surigao del Sur）は、フィリピン南部ミンダナオ島北東にある州で、カラガ地方（Caraga, Region XIII）に属する。北に北スリガオ州、西に北アグサン州、南アグサン州、南にダバオ地方のダバオ・オリエンタル州と接している。ディウアタ山地東側からフィリピン海との南北に細長い領域を占める。
面積は4,552.2km2、人口は592,250人（2015年）、州都はタンダグ（Tandag）であるが、地方自治体の1つであり、州最大にして唯一の都市は南部のビスリグ（Bislig）である。